# Čtyři vraždy stačí, drahoušku
Čtyři vraždy stačí, drahoušku je česká filmová komedie režiséra Oldřicha Lipského z roku 1970 s Lubomírem Lipským v hlavní roli. Film je doplněn komiksovými kresbami Káji Saudka.

## Děj
Cestující ve vlaku si čte komiks. V němž se v bytě nic netušícího učitele literatury George Camela (Lubomír Lipský) začnou objevovat mrtvoly, kdykoli otevře dveře. Jedná se o zavražděné oběti souboje dvou zločineckých gangů z Michaga a ze San Boniga o šek na milion dolarů. Neschopná policie - policista Brooks (Jan Libíček) a komisař Sheridan (František Filipovský) - z vražd nejprve obviní učitele Camela. Ale vraždy pokračují, i když je hlavní podezřelý v policejní cele. Masakr pokračuje poté, když je učitel policií propuštěn, aby odhalila skutečného vraha. Oba gangy i policie povolají do města Springtownu posily, což vede jen k dalšímu masakru. Nakonec se oba gangy v boji o šek navzájem vyvraždí a detektiv Sheridan navrhne, aby v celé zemi (Bonzánie) byla policie zrušena, protože pokud je tam George Camel, je policie úplně zbytečná.
Čtenář s uspokojením odloží komiks otevře dveře kupé ... a vypadne na něj mrtvola.

## Obsazení
| Lubomír Lipský       | učitel Georg Camel                       |
| Jiřina Bohdalová     | redaktorka Sabrina                       |
| Iva Janžurová        | Kate Draxlová, šéfka bandy z Michaga     |
| Marie Rosůlková      | bytná Harringtonová                      |
| František Filipovský | detektiv Sheridan                        |
| Jan Libíček          | policejní komisař Brooks                 |
| Josef Hlinomaz       | znalec nápojů Gogo                       |
| Karel Effa           | Kovarski, majitel baru Kochba            |
| Lubomír Kostelka     | policista Davidson                       |
| Vlastimil Hašek      | policista Harley                         |
| Stella Zázvorková    | prostitutka Peggy                        |
| Josef Kemr           | zubatý gangster ze San Boniga            |
| Jaroslav Moučka      | gangster Tom z Michaga                   |
| František Peterka    | Francis Owens z Michaga                  |
| Jan Přeučil          | kreslíř comicsů Henry                    |
| Zdeněk Řehoř         | psychiatr                                |
| Robert Vrchota       | ředitel školy                            |
| Zdeněk Kryzánek      | gangster Bill z Michaga                  |
| Lubor Tokoš          | gangster Ronald z Michaga                |
| Jiří Lír             | gangster Jaime                           |
| Otto Lackovič        | José Manuel Antonio, šéf ze San Boniga   |
| Viktor Maurer        | doktor James Porter                      |
| Ivo Gübel            | šéfredaktor časopisu Voice of Springtown |
| Karel Augusta        | hotelový vrátný Freddy Rogers            |
| Antonín Jedlička     | barman z baru Kochba                     |

## Tvůrci a štáb
- Režie: Oldřich Lipský
- Předloha: Nenad Brixi (román Mrtvým vstup zakázán)
- Scénář (včetně technického): Miloš Macourek, Oldřich Lipský
- Kamera: Jiří Tarantík
- Vedoucí výroby: Miloš Stejskal
- Hudba: Vlastimil Hála
- Nahrál: Orchestr Karla Vlacha (řídil František Belfín)
- Výtvarník dekorací: Jiří Hlupý
- Kresby: Kája Saudek
- Návrhy kostýmů: Theodor Pištěk
- Zvuk: Josef Vlček
- Střih: Miroslav Hájek

## Zajímavosti
- Od své premiéry v červenci 1971 až do 31.12.1987 vidělo film v českých kinech v rámci 8 414 představení celkem 1 127 269 diváků.[1]